# Vishal (Culemborg)
De vishal of vismarkt is een 18e-eeuws monument aan de Havendijk in de Nederlandse stad Culemborg, provincie Gelderland. Van 1787 tot 1940 was in deze vishal de Culemborgse visafslag gevestigd.

## Geschiedenis
In Culemborg speelde de vishandel eeuwenlang een belangrijke rol, en een visafslag was nodig zowel voor de van elders aangevoerde vis als voor de vangsten door de lokale riviervissers. De visvangst op de Lek nam uiteindelijk vanaf eind 19e eeuw af door verontreiniging, overbevissing en kunstmatige aanpassingen aan de rivier.

### Vismarkt
De oorspronkelijke vismarkt werd gehouden op de plek die tegenwoordig de Oude Vismarkt heet, bij het stadhuis. De markt werd in 1519 verplaatst naar de Havendijk, waar nieuwe visbanken werden geplaatst. In 1578 kondigde graaf Floris I af dat alle aangevoerde vis niet zomaar de stad in mocht, maar eerst minstens één uur te koop moest worden aangeboden op de visbanken. De stadsomroeper zorgde er voor dat de inwoners op de hoogte werden gebracht van de aanvoer van nieuwe vis bij de visbanken.
In 1623 werd door het stadsbestuur opdracht gegeven om de deuren, vensters en pilaren van het toenmalige marktgebouwtje te verven.

### Bouw nieuwe vishal
In 1787 werd door aannemer W.B. van Heumen de huidige neoclassicistische vishal gebouwd voor een bedrag van 1470 guldens. De waterput was een jaar eerder al hersteld en overkluisd, en werd in 1787 door Van Heumen nog van een bakstenen pomp voorzien. De afslag van de vis werd verpacht.
De vishal was tot 1940 als visafslag in gebruik.

## Beschrijving
De in neoclassicistische stijl gebouwde vishal is opgetrokken in baksteen. De vier natuurstenen pilasters verdelen de hal in drie ruimtes. Het vooruitspringende middengedeelte is de toegang en wordt afgedekt door een fronton dat rust op Toscaanse zuilen. De twee ruimtes aan weerszijden waren in het verleden voorzien van visbanken. Het gebouwtje wordt afgedekt met een schilddak met leistenen pannen. 
Voor de vishal ligt een pleintje waarop een visbank is geplaatst. Ook staat er een beeld van de laatste stadsomroeper van Culemborg, Manus van Empel, die nog in de 20e eeuw de aankomst van de vis heeft aangekondigd.